# Polygammafunktion

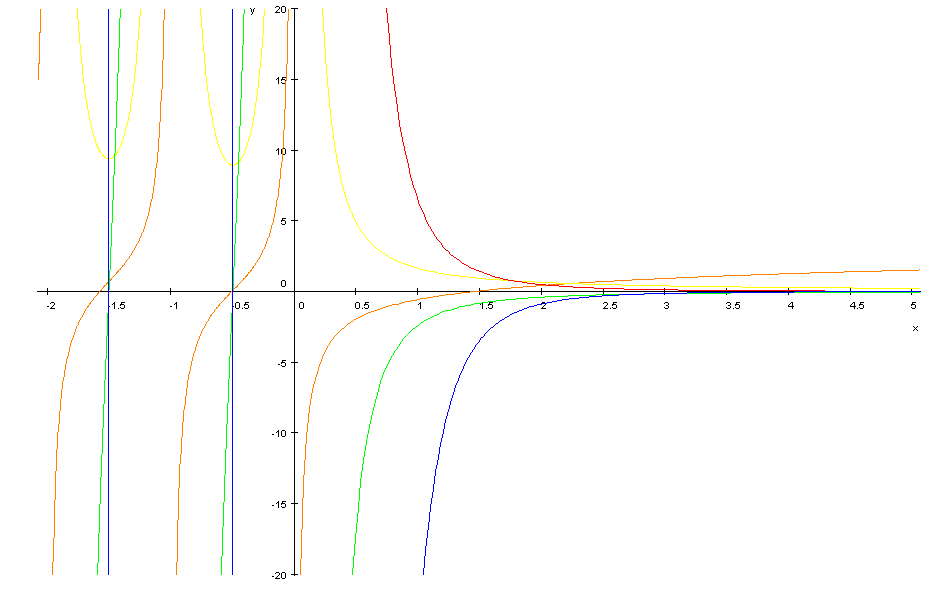
Die ersten Polygammafunktionen im Reellen

In der Mathematik sind die Polygammafunktionen {\displaystyle \psi _{n}(z)} eine Reihe spezieller Funktionen, die als die Ableitungen der Funktion {\displaystyle \ln \Gamma (z)} definiert sind. Dabei bezeichnet {\displaystyle \Gamma (z)} die Gammafunktion und {\displaystyle \ln } den natürlichen Logarithmus.
Die ersten beiden Polygammafunktionen werden Digammafunktion und Trigammafunktion genannt.
|                                |                                |                                |                                |                                |                                |
| {\displaystyle \ln \Gamma (z)} | {\displaystyle \psi ^{(0)}(z)} | {\displaystyle \psi ^{(1)}(z)} | {\displaystyle \psi ^{(2)}(z)} | {\displaystyle \psi ^{(3)}(z)} | {\displaystyle \psi ^{(4)}(z)} |

## Notation
Die Polygammafunktionen werden mit dem kleinen griechischen Buchstaben Psi {\displaystyle \psi } gekennzeichnet. Bei der ersten Polygammafunktion wird der Index meist weggelassen oder als 0 festgelegt; sie wird als Digammafunktion {\displaystyle \psi (z)} bezeichnet. Die zweite Polygammafunktion, also die Trigammafunktion, hat das Symbol {\displaystyle \psi _{1}} (oder seltener {\displaystyle \psi ^{(1)}}) und ist die zweite Ableitung von {\displaystyle \ln \Gamma (z)}. Allgemein wird die {\displaystyle n}-te Polygammafunktion oder Polygammafunktion der Ordnung {\displaystyle n} mit {\displaystyle \psi _{n}} oder {\displaystyle \psi ^{(n)}} bezeichnet und als die {\displaystyle (n+1)}-te Ableitung von {\displaystyle \ln \Gamma (x)} definiert.

## Definition und weitere Darstellungen
Es ist
{\displaystyle \psi _{m}(z)={\frac {\mathrm {d} ^{m+1}}{\mathrm {d} z^{m+1}}}\ln \Gamma (z)={\frac {\mathrm {d} ^{m}}{\mathrm {d} z^{m}}}\,\psi (z)}
mit der Digammafunktion {\displaystyle \psi (z)}. Derartige Ableitungen werden auch als logarithmische Ableitungen von {\displaystyle \Gamma (\cdot )} bezeichnet.
Eine Integraldarstellung ist
{\displaystyle \psi _{m}(z)=(-1)^{m+1}\int \limits _{0}^{\infty }{\frac {t^{m}\mathrm {e} ^{-zt}}{1-\mathrm {e} ^{-t}}}\,\mathrm {d} t}
für {\displaystyle \operatorname {Re} z>0} und {\displaystyle m>0.}

## Eigenschaften

### Differenzengleichungen
Die Polygammafunktionen haben die Differenzengleichungen
{\displaystyle \psi _{m}(z+1)=\psi _{m}(z)+(-1)^{m}\;m!\;z^{-m-1}.}

### Reflexionsformel
Eine weitere wichtige Beziehung lautet
{\displaystyle (-1)^{m}\psi _{m}(1-z)-\psi _{m}(z)=\pi {\frac {\mathrm {d} ^{m}}{\mathrm {d} z^{m}}}\cot {(\pi z)}.}

### Multiplikationsformel
Die Multiplikationsformel ist für {\displaystyle m>0} gegeben durch
{\displaystyle \sum _{k=0}^{n-1}\psi _{m}\left({\frac {z+k}{n}}\right)=n^{m+1}\psi _{m}(z).}
Zum Fall {\displaystyle m=0,} also der Digammafunktion, siehe dort.

### Reihendarstellungen
Eine Reihendarstellung der Polygammafunktion lautet
{\displaystyle \psi _{m}(z)=(-1)^{m+1}\;m!\;\sum _{k=0}^{\infty }{\frac {1}{(z+k)^{m+1}}}}
wobei {\displaystyle m>0} und {\displaystyle z\not =-1,-2,-3,\ldots } eine beliebige komplexe Zahl außer den negativen ganzen Zahlen ist. Die Formel lässt sich einfacher unter Verwendung der hurwitzschen Zetafunktion {\displaystyle \zeta (x,y)} schreiben als
{\displaystyle \psi _{m}(z)=(-1)^{m+1}\;m!\;\zeta (m+1,z).}
Die Verallgemeinerung der Polygammafunktionen auf beliebige, nicht-ganze Ordnungen {\displaystyle m} ist weiter unten angegeben.
Eine weitere Reihendarstellung ist
{\displaystyle \psi _{m}(z)=-\gamma \delta _{m,0}\;-\;{\frac {(-1)^{m}m!}{z^{m+1}}}\;+\;\sum _{k=1}^{\infty }\left({\frac {1}{k}}\delta _{m,0}\;-\;{\frac {(-1)^{m}m!}{(z+k)^{m+1}}}\right),}
wobei {\displaystyle \delta _{n,0}} das Kronecker-Delta bezeichnet, die aus der Zerlegung der Gammafunktion nach dem weierstraßschen Produktsatz folgt.
Die Taylor-Reihe um {\displaystyle z=1} ist gegeben durch
{\displaystyle \psi _{m}(z+1)=\sum _{k=0}^{\infty }(-1)^{m+k+1}(m+k)!\;\zeta (m+k+1)\;{\frac {z^{k}}{k!}},}
die für {\displaystyle |z|<1} konvergiert. {\displaystyle \zeta } bezeichnete dabei die riemannsche Zetafunktion.

### Spezielle Werte
Die Werte der Polygammafunktionen für rationale Argumente lassen sich meist ausdrücken unter Verwendung von Konstanten und Funktionen wie {\displaystyle \pi }, Quadratwurzel, Clausen-Funktion {\displaystyle \mathrm {Cl} (x)}, riemannsche ζ-Funktion, catalansche Konstante {\displaystyle G} sowie dirichletsche β-Funktion; z. B.
{\displaystyle \psi _{m}({\tfrac {1}{2}})=(-1)^{m+1}m!\,(2^{m+1}-1)\zeta (m+1),\qquad m\in \mathbb {N} }
Allgemein gilt ferner:
{\displaystyle \psi _{m}(1)=(-1)^{m+1}m!\,\zeta (m+1),\qquad m\in \mathbb {N} }.
Die m-te Ableitung des Tangens kann ebenfalls mit der Polygammafunktion ausgedrückt werden:
{\displaystyle {\frac {\mathrm {d} ^{m}}{\mathrm {d} x^{m}}}\tan x={\frac {\psi _{m}({\tfrac {1}{2}}+{\tfrac {x}{\pi }})-(-1)^{m}\,\psi _{m}({\tfrac {1}{2}}-{\tfrac {x}{\pi }})}{\pi ^{m+1}}}}.
Darüber hinaus haben sich spezielle Werte von Polygammafunktionen als universelle Konstanten immer wieder bei einer geschlossenen Grenzwert-Beschreibung von Reihen oder auch Integralen als nützlich erwiesen, zum Beispiel gilt
{\displaystyle \sum _{n=0}^{\infty }{\frac {(-1)^{n}}{(2n+1)^{4}}}={\frac {1}{768}}\left(\psi _{3}\left({\tfrac {1}{4}}\right)-8\pi ^{2}\right).}

## Verallgemeinerte Polygammafunktion
Espinosa und Moll haben 2003 eine verallgemeinerte Polygammafunktion {\displaystyle \psi _{s}(z)} eingeführt, die nun sogar für alle komplexen Werte {\displaystyle s} definiert ist. Diese hat für {\displaystyle s\neq 0,1,2,\dotsc } die allgemeine Taylor-Entwicklung
{\displaystyle \psi _{s}(1+z)=\sum _{n=0}^{\infty }{\frac {1}{\Gamma (-s-n)}}\left(\zeta '(s+n+1)+\left(\sum _{k=1}^{\infty }{\frac {1}{k}}-{\frac {1}{k-s-n-1}}\right)\zeta (s+n+1)\right){\frac {z^{n}}{n!}},}
gültig im Bereich {\displaystyle |z|<1}. Diese Verallgemeinerung nutzt jedoch nicht fraktionale Infinitesimalrechnung. Ein solcher Ansatz wurde von Grossman gewählt.
Die verallgemeinerte Polygammafunktion erfüllt für {\displaystyle s\in \mathbb {C} } und {\displaystyle z\in \mathbb {C} \setminus -\mathbb {N} _{0}} die Funktionalgleichung
{\displaystyle \psi _{s}(z+1)=\psi _{s}(z)+{\frac {\ln z-\psi (-s)-\gamma }{\Gamma (-s)}}\,z^{-(s+1)},}
wobei {\displaystyle \gamma } die Euler-Mascheroni-Konstante bezeichnet. Wegen
{\displaystyle {\frac {\psi (-m)}{\Gamma (-n)}}=(-1)^{n-1}n!}
für ganzzahlige {\displaystyle m,n\geq 0} ist die weiter oben angegebene Differenzengleichung für natürliche {\displaystyle n} eingeschlossen.
Unter Zuhilfenahme der Hurwitzschen {\displaystyle \zeta }-Funktion erhält man dann die Beziehung
{\displaystyle \psi _{s}(z)={\frac {1}{\Gamma (-s)}}\left({\frac {\partial }{\partial s}}+\psi (-s)+\gamma \right)\zeta (s+1,z)=\mathrm {e} ^{-\gamma \,s}{\frac {\partial }{\partial s}}\left(\mathrm {e} ^{\gamma \,s}\,{\frac {\zeta (s+1,z)}{\Gamma (-s)}}\right),}
welche die Funktionalgleichung erfüllt.
Als Konsequenz daraus lässt sich die Verdopplungsformel
{\displaystyle \psi _{s}\left({\frac {z}{2}}\right)+\psi _{s}\left({\frac {z+1}{2}}\right)=2^{s+1}\psi _{s}(z)+{\frac {2^{s+1}\ln 2}{\Gamma (-s)}}\zeta (s+1,z)}
herleiten. Eine Verallgemeinerung davon lautet
{\displaystyle \psi _{s}(z)=n^{-s-1}\sum \limits _{k=0}^{n-1}\psi _{s}\left({\frac {z+k}{n}}\right)-{\frac {\ln n}{\Gamma (-s)}}\zeta (s+1,z),}
die ein Äquivalent zur Gaußschen Multiplikationsformel der Gammafunktion darstellt und die
Multiplikationsformel als Spezialfall für {\displaystyle s\in \mathbb {N} } enthält.

## q-Polygammafunktion
Die {\displaystyle q}-Polygammafunktion ist definiert durch
{\displaystyle \psi _{n}^{q}(z)={\frac {\partial ^{n}\psi _{q}(z)}{\partial z^{n}}}}.